# Bruno Muschio
Pour les articles homonymes, voir Muschio.
Bruno Muschio, alias Navo, né le 19 février 1983 à Aubervilliers, est un auteur, réalisateur et scénariste français. Il est notamment co-créateur, scénariste et réalisateur de la série Bref.

## Biographie
Né le 19 février 1983 à Aubervilliers, Bruno Muschio grandit à Stains (Seine-Saint-Denis). Il arrête l'école à seize ans pour travailler dans la boutique de son père, antiquaire. C'est à cette période qu'il commence à écrire,. Avant d'arriver dans le milieu du stand-up en 2008, il est responsable informatique pour un cabinet de notaires,.
Navo explique l'origine de son pseudonyme par l'habitude qu'il avait avec ses amis d'utiliser un javanais qui consistait à ajouter les lettres « av » avant la dernière lettre de chaque mot. Son prénom Bruno devenait ainsi Brunavo, raccourci plus tard en Navo.
Ami d'enfance avec Kheiron (depuis qu'ils ont six ans), ils font tous les deux partie d'un collectif de rappeurs nommé « L'Arcane » avec lequel ils publient une mixtape intitulée L'union fait la force aux côtés de Sniper, Psy4 de la rime, et bien d'autres. Le groupe se sépare pour cause de divergences dans l'évolution de celui-ci[réf. nécessaire].

## Publications
- La Bande pas dessinée, Angoulême, Vraoum !, coll. « Con-concept »
  - Plus qu'un concept, un pas concept, t. 1, 2010 (ISBN 978-2-915920-53-6)
  - Plus qu'une suite, une pas suite, t. 2, 2011 (ISBN 978-2-915920-62-8)
  - Parce que vous le valez pas bien, t. 3, 2011 (ISBN 978-2-915920-68-0)
  - L'intégrale, 2013 (ISBN 978-2-36535-042-6)
- Kyan Khojandi et Bruno Muschio (ill. Boulet), Pulsions : Un spectacle graphique, Paris, Albin Michel, coll. « #AM », 2019, 203 p. (ISBN 978-2-226-43833-1).

## Carrière

### Théâtre
- 2008 : co-écriture du spectacle Sketch Up! de Shirley Souagnon, joué au Théâtre le Bout, puis au Théâtre de Dix Heures
- 2011 : Anatole de Kyan Khojandi et Bruno Muschio, mise en scène François Delaive, Théâtre des Mathurins
- 2011 : Les mecs les plus drôles du monde… de Kyan Khojandi et Bruno Muschio, Théâtre de Dix Heures
- 2015 : Il coécrit le spectacle de Greg Romano Lève-toi et tombe, au Sentier des Halles
- 2016 : Pulsions de Kyan Khojandi et Bruno Muschio
- 2019 : Une bonne soirée de Kyan Khojandi et Bruno Muschio
- 2022 : Co-écriture du spectacle Thomas VDB s'acclimate avec Thomas VDB et Audrey Vernon

### Cinéma
- 2015 : Le Nouveau de Rudi Rosenberg (script doctor)
- 2015 : Les Dissociés du collectif Suricate : Yannick
- 2022 : Le Visiteur du futur de François Descraques : Régis

### Séries télévisées
- 2010 : Les Voisins du dessus (scénariste et réalisateur)
- 2011-2012 : Bref. (scénariste, réalisateur et acteur)
- 2015 : Bloqués (scénariste et réalisateur)
- 2016 : Serge le Mytho (scénariste et réalisateur)
- 2025 :  Bref.2 (co-réalisateur et co-scénariste avec Kyan Khojandi)

### Télévision
- 2025 : F*ckin' Fred : Comme un Léopard (faux documentaire) de Clément Cotentin : lui-même

### Fictions audio
- 2017 : L'Épopée temporelle (co-scénarisé avec Cyprien Iov, François Descraques et Yacine Belhousse)